# Gran Premio de Austria de Motociclismo de 2022
El Gran Premio de Austria de Motociclismo de 2022 (oficialmente CryptoDATA Grand Prix von Österreich) fue la decimotercera prueba del Campeonato del Mundo de Motociclismo de 2022. Tuvo lugar en el fin de semana del 19 al 21 de agosto de 2022 en el Red Bull Ring, situado en la ciudad de Spielberg, Estiria (Austria).
La carrera de MotoGP fue ganada por Francesco Bagnaia, seguido de Fabio Quartararo y Jack Miller. Ai Ogura fue el ganador de la prueba de Moto2, por delante de Somkiat Chantra y Jake Dixon. La carrera de Moto3 fue ganada por Ayumu Sasaki, Tatsuki Suzuki fue segundo y David Muñoz tercero.
Esta prueba fue la quinta ronda doble de la temporada 2022 de la Copa Mundial de MotoE. La primera carrera de MotoE fue ganada por Eric Granado, Dominique Aegerter fue segundo y Miquel Pons tercero. La segunda carrera fue nuevamente ganada por Eric Granado, seguido de Miquel Pons y Dominique Aegerter.

## Resultados

### Resultados MotoGP
| Pos.    | N.º | Piloto                | Equipo                       | Constructor | Vueltas | Tiempo    | Parrilla | Puntos |
| ------- | --- | --------------------- | ---------------------------- | ----------- | ------- | --------- | -------- | ------ |
| 1       | 63  | Francesco Bagnaia     | Ducati Lenovo Team           | Ducati      | 28      | 42:14.886 | 2        | 25     |
| 2       | 20  | Fabio Quartararo      | Monster Energy Yamaha MotoGP | Yamaha      | 28      | +0.492    | 5        | 20     |
| 3       | 43  | Jack Miller           | Ducati Lenovo Team           | Ducati      | 28      | +2.163    | 3        | 16     |
| 4       | 10  | Luca Marini           | Mooney VR46 Racing Team      | Ducati      | 28      | +8.348    | 13       | 13     |
| 5       | 5   | Johann Zarco          | Prima Pramac Racing          | Ducati      | 28      | +8.821    | 6        | 11     |
| 6       | 41  | Aleix Espargaró       | Aprilia Racing               | Aprilia     | 28      | +11.287   | 9        | 10     |
| 7       | 33  | Brad Binder           | Red Bull KTM Factory Racing  | KTM         | 28      | +11.642   | 12       | 9      |
| 8       | 42  | Álex Rins             | Team Suzuki Ecstar           | Suzuki      | 28      | +11.780   | 11       | 8      |
| 9       | 72  | Marco Bezzecchi       | Mooney VR46 Racing Team      | Ducati      | 28      | +16.987   | 20       | 7      |
| 10      | 89  | Jorge Martín          | Prima Pramac Racing          | Ducati      | 28      | +17.144   | 4        | 6      |
| 11      | 49  | Fabio Di Giannantonio | Gresini Racing MotoGP        | Ducati      | 28      | +17.471   | 10       | 5      |
| 12      | 88  | Miguel Oliveira       | Red Bull KTM Factory Racing  | KTM         | 28      | +18.035   | 17       | 4      |
| 13      | 12  | Maverick Viñales      | Aprilia Racing               | Aprilia     | 28      | +20.012   | 7        | 3      |
| 14      | 73  | Álex Márquez          | LCR Honda Castrol            | Honda       | 28      | +26.880   | 25       | 2      |
| 15      | 04  | Andrea Dovizioso      | WithU Yamaha RNF MotoGP Team | Yamaha      | 28      | +29.744   | 19       | 1      |
| 16      | 44  | Pol Espargaró         | Repsol Honda Team            | Honda       | 28      | +30.994   | 15       |        |
| 17      | 6   | Stefan Bradl          | Repsol Honda Team            | Honda       | 28      | +37.960   | 18       |        |
| 18      | 25  | Raúl Fernández        | Tech 3 KTM Factory Racing    | KTM         | 28      | +42.082   | 23       |        |
| 19      | 32  | Lorenzo Savadori      | Aprilia Racing               | Aprilia     | 28      | +46.666   | 24       |        |
| 20      | 87  | Remy Gardner          | Tech 3 KTM Factory Racing    | KTM         | 27      | +1 vuelta | 22       |        |
| Ret     | 21  | Franco Morbidelli     | Monster Energy Yamaha MotoGP | Yamaha      | 25      | Caída     | 16       |        |
| Ret     | 40  | Darryn Binder         | WithU Yamaha RNF MotoGP Team | Yamaha      | 12      | Caída     | 21       |        |
| Ret     | 30  | Takaaki Nakagami      | LCR Honda Idemitsu           | Honda       | 9       | Caída     | 14       |        |
| Ret     | 23  | Enea Bastianini       | Gresini Racing MotoGP        | Ducati      | 6       | Retirado  | 1        |        |
| Ret     | 36  | Joan Mir              | Team Suzuki Ecstar           | Suzuki      | 0       | Caída     | 8        |        |
| Fuente: |     |                       |                              |             |         |           |          |        |

### Resultados Moto2
| Pos.    | N.º | Piloto                  | Constructor | Vueltas | Tiempo    | Parrilla | Puntos |
| ------- | --- | ----------------------- | ----------- | ------- | --------- | -------- | ------ |
| 1       | 79  | Ai Ogura                | Kalex       | 25      | 39:30.070 | 1        | 25     |
| 2       | 35  | Somkiat Chantra         | Kalex       | 25      | +0.173    | 5        | 20     |
| 3       | 96  | Jake Dixon              | Kalex       | 25      | +7.854    | 4        | 16     |
| 4       | 51  | Pedro Acosta            | Kalex       | 25      | +7.960    | 6        | 13     |
| 5       | 37  | Augusto Fernández       | Kalex       | 25      | +8.037    | 3        | 11     |
| 6       | 40  | Arón Canet              | Kalex       | 25      | +9.401    | 13       | 10     |
| 7       | 21  | Alonso López            | Boscoscuro  | 25      | +12.995   | 2        | 9      |
| 8       | 23  | Marcel Schrötter        | Kalex       | 25      | +18.254   | 8        | 8      |
| 9       | 75  | Albert Arenas           | Kalex       | 25      | +20.661   | 9        | 7      |
| 10      | 52  | Jeremy Alcoba           | Kalex       | 25      | +22.227   | 19       | 6      |
| 11      | 9   | Jorge Navarro           | Kalex       | 25      | +23.443   | 17       | 5      |
| 12      | 7   | Barry Baltus            | Kalex       | 25      | +25.793   | 18       | 4      |
| 13      | 6   | Cameron Beaubier        | Kalex       | 25      | +27.788   | 11       | 3      |
| 14      | 16  | Joe Roberts             | Kalex       | 25      | +27.909   | 20       | 2      |
| 15      | 64  | Bo Bendsneyder          | Kalex       | 25      | +28.347   | 16       | 1      |
| 16      | 28  | Niccolò Antonelli       | Kalex       | 25      | +34.611   | 25       |        |
| 17      | 8   | Senna Agius             | Kalex       | 25      | +34.928   | 21       |        |
| 18      | 84  | Zonta van den Goorbergh | Kalex       | 25      | +36.314   | 24       |        |
| 19      | 42  | Marcos Ramírez          | MV Agusta   | 25      | +44.837   | 22       |        |
| 20      | 24  | Simone Corsi            | MV Agusta   | 25      | +48.602   | 27       |        |
| 21      | 33  | Rory Skinner            | Kalex       | 25      | +48.814   | 31       |        |
| 22      | 29  | Taiga Hada              | Kalex       | 25      | +59.204   | 30       |        |
| Ret     | 54  | Fermín Aldeguer         | Boscoscuro  | 20      | Retirado  | 12       |        |
| Ret     | 13  | Celestino Vietti        | Kalex       | 18      | Retirado  | 7        |        |
| Ret     | 19  | Lorenzo Dalla Porta     | Kalex       | 17      | Caída     | 10       |        |
| Ret     | 14  | Tony Arbolino           | Kalex       | 17      | Caída     | 15       |        |
| Ret     | 12  | Filip Salač             | Kalex       | 10      | Caída     | 14       |        |
| Ret     | 18  | Manuel González         | Kalex       | 6       | Caída     | 26       |        |
| Ret     | 81  | Keminth Kubo            | Kalex       | 5       | Caída     | 28       |        |
| Ret     | 4   | Sean Dylan Kelly        | Kalex       | 5       | Caída     | 29       |        |
| Ret     | 61  | Alessandro Zaccone      | Kalex       | 1       | Caída     | 23       |        |
| Fuente: |     |                         |             |         |           |          |        |

### Resultados Moto3
| Pos.    | N.º | Piloto               | Constructor | Vueltas | Tiempo    | Parrilla | Puntos |
| ------- | --- | -------------------- | ----------- | ------- | --------- | -------- | ------ |
| 1       | 71  | Ayumu Sasaki         | Husqvarna   | 23      | 39:03.516 | 2        | 25     |
| 2       | 24  | Tatsuki Suzuki       | Honda       | 23      | +0.064    | 7        | 20     |
| 3       | 44  | David Muñoz          | KTM         | 23      | +0.292    | 16       | 16     |
| 4       | 53  | Deniz Öncü           | KTM         | 23      | +0.344    | 3        | 13     |
| 5       | 11  | Sergio García        | Gas Gas     | 23      | +2.453    | 11       | 11     |
| 6       | 10  | Diogo Moreira        | KTM         | 23      | +2.636    | 6        | 10     |
| 7       | 28  | Izan Guevara         | Gas Gas     | 23      | +3.074    | 8        | 9      |
| 8       | 96  | Daniel Holgado       | KTM         | 23      | +3.109    | 1        | 8      |
| 9       | 17  | John McPhee          | Husqvarna   | 23      | +7.474    | 18       | 7      |
| 10      | 27  | Kaito Toba           | KTM         | 23      | +7.713    | 9        | 6      |
| 11      | 48  | Ivan Ortolá          | KTM         | 23      | +7.786    | 19       | 5      |
| 12      | 7   | Dennis Foggia        | Honda       | 23      | +8.855    | 5        | 4      |
| 13      | 6   | Ryusei Yamanaka      | KTM         | 23      | +8.952    | 15       | 3      |
| 14      | 43  | Xavier Artigas       | CFMoto      | 23      | +9.143    | 21       | 2      |
| 15      | 82  | Stefano Nepa         | KTM         | 23      | +9.260    | 10       | 1      |
| 16      | 20  | Lorenzo Fellon       | Honda       | 23      | +17.777   | 23       |        |
| 17      | 31  | Adrián Fernández     | KTM         | 23      | +20.558   | 22       |        |
| 18      | 5   | Jaume Masiá          | KTM         | 23      | +20.597   | 12       |        |
| 19      | 54  | Riccardo Rossi       | Honda       | 23      | +20.632   | 4        |        |
| 20      | 23  | Elia Bartolini       | KTM         | 23      | +20.659   | 27       |        |
| 21      | 19  | Scott Ogden          | Honda       | 23      | +20.738   | 17       |        |
| 22      | 66  | Joel Kelso           | KTM         | 23      | +27.578   | 13       |        |
| 23      | 16  | Andrea Migno         | Honda       | 23      | +30.848   | 14       |        |
| 24      | 64  | Mario Aji            | Honda       | 23      | +31.432   | 25       |        |
| 25      | 72  | Taiyo Furusato       | Honda       | 23      | +32.067   | 20       |        |
| 26      | 9   | Nicola Fabio Carraro | KTM         | 23      | +34.243   | 26       |        |
| 27      | 67  | Alberto Surra        | Honda       | 23      | +49.114   | 29       |        |
| 28      | 22  | Ana Carrasco         | KTM         | 23      | +49.173   | 30       |        |
| 29      | 70  | Joshua Whatley       | Honda       | 23      | +49.442   | 28       |        |
| Ret     | 99  | Carlos Tatay         | CFMoto      | 9       | Retirado  | 24       |        |
| Fuente: |     |                      |             |         |           |          |        |

### Resultados MotoE
Carrera 1
| Pos.    | N.º | Piloto             | Constructor | Vueltas | Tiempo    | Parrilla | Puntos |
| ------- | --- | ------------------ | ----------- | ------- | --------- | -------- | ------ |
| 1       | 51  | Eric Granado       | Energica    | 7       | 11:55.313 | 1        | 25     |
| 2       | 77  | Dominique Aegerter | Energica    | 7       | +1.271    | 5        | 20     |
| 3       | 71  | Miquel Pons        | Energica    | 7       | +1.797    | 8        | 16     |
| 4       | 78  | Hikari Okubo       | Energica    | 7       | +3.369    | 12       | 13     |
| 5       | 4   | Héctor Garzó       | Energica    | 7       | +3.589    | 10       | 11     |
| 6       | 17  | Alex Escrig        | Energica    | 7       | +3.619    | 9        | 10     |
| 7       | 21  | Kevin Zannoni      | Energica    | 7       | +3.904    | 4        | 9      |
| 8       | 40  | Jordi Torres       | Energica    | 7       | +4.634    | 11       | 8      |
| 9       | 12  | Xavi Forés         | Energica    | 7       | +11.745   | 14       | 7      |
| 10      | 34  | Kevin Manfredi     | Energica    | 7       | +11.911   | 13       | 6      |
| 11      | 6   | María Herrera      | Energica    | 7       | +14.111   | 15       | 5      |
| 12      | 70  | Marc Alcoba        | Energica    | 7       | +14.245   | 17       | 4      |
| 13      | 18  | Xavier Cardelús    | Energica    | 7       | +16.888   | 7        | 3      |
| 14      | 11  | Matteo Ferrari     | Energica    | 7       | +38.622   | 3        | 2      |
| Ret     | 27  | Mattia Casadei     | Energica    | 6       | Caída     | 2        |        |
| Ret     | 7   | Niccolò Canepa     | Energica    | 3       | Retirado  | 6        |        |
| Ret     | 38  | Bradley Smith      | Energica    | 0       | Caída     | 16       |        |
| DNS     | 72  | Alessio Finello    | Energica    |         | No corrió |          |        |
| 1.      |     |                    |             |         |           |          |        |
| Fuente: |     |                    |             |         |           |          |        |

Carrera 2
| Pos.    | N.º | Piloto             | Constructor | Vueltas | Tiempo    | Parrilla | Puntos |
| ------- | --- | ------------------ | ----------- | ------- | --------- | -------- | ------ |
| 1       | 51  | Eric Granado       | Energica    | 7       | 11:54.464 | 1        | 25     |
| 2       | 71  | Miquel Pons        | Energica    | 7       | +0.248    | 8        | 20     |
| 3       | 77  | Dominique Aegerter | Energica    | 7       | +0.428    | 5        | 16     |
| 4       | 27  | Mattia Casadei     | Energica    | 7       | +0.482    | 2        | 13     |
| 5       | 17  | Alex Escrig        | Energica    | 7       | +2.641    | 9        | 11     |
| 6       | 18  | Xavier Cardelús    | Energica    | 7       | +2.769    | 7        | 10     |
| 7       | 78  | Hikari Okubo       | Energica    | 7       | +3.082    | 12       | 9      |
| 8       | 4   | Héctor Garzó       | Energica    | 7       | +3.311    | 10       | 8      |
| 9       | 11  | Matteo Ferrari     | Energica    | 7       | +3.952    | 3        | 7      |
| 10      | 40  | Jordi Torres       | Energica    | 7       | +4.455    | 11       | 6      |
| 11      | 34  | Kevin Manfredi     | Energica    | 7       | +5.469    | 13       | 5      |
| 12      | 7   | Niccolò Canepa     | Energica    | 7       | +5.785    | 6        | 4      |
| 13      | 21  | Kevin Zannoni      | Energica    | 7       | +6.534    | 4        | 3      |
| 14      | 6   | María Herrera      | Energica    | 7       | +7.403    | 15       | 2      |
| 15      | 70  | Marc Alcoba        | Energica    | 7       | +7.911    | 16       | 1      |
| Ret     | 12  | Xavi Forés         | Energica    | 0       | Retirado  | 14       |        |
| DNS     | 38  | Bradley Smith      | Energica    |         | No corrió |          |        |
| DNS     | 72  | Alessio Finello    | Energica    |         | No corrió |          |        |
| 1.      |     |                    |             |         |           |          |        |
| Fuente: |     |                    |             |         |           |          |        |